# Zawisty Podleśne
Zawisty Podleśne – wieś sołecka w Polsce położona w województwie mazowieckim, w powiecie ostrowskim, w gminie Małkinia Górna.
W latach 1975–1998 miejscowość administracyjnie należała do województwa ostrołęckiego.
Wierni Kościoła rzymskokatolickiego należą do parafii Nawrócenia św. Pawła Apostoła w Małkini Górnej.